# (Ya Got) Trouble
(Ya Got) Trouble è una canzone di Meredith Willson tratta dal suo musical The Music Man di Broadway del 1957 e la sua versione cinematografica del 1962. È una delle canzoni più conosciute e riconoscibili del musical e la performance della canzone da parte di Robert Preston nel film è stata molto ammirata. Willson pensò di eliminare un lungo dialogo dalla sua bozza del musical sui gravi problemi che affliggono i genitori di River City ed Willson si rese conto che esso suonava come un testo, trasformandolo quindi nella canzone.

## Contesto
Un ambizioso venditore ambulante, che parla sincero ma corrotto allo stesso tempo, assume l'occupazione di commerciante di strumenti musicali e cerca di convincere i cittadini di River City, Iowa, a finanziare la sua idea di banda di ragazzi giocando sulle loro paure della corruzione giovanile, rappresentato da un nuovo tavolo da biliardo tascabile nella sala da biliardo locale. La canzone è il suo argomento si incentra su ciò che potrebbe accadere se i cittadini non riconoscessero il pericolo e non seguissero il suo suggerimento per un'attività più salutare.
La canzone contiene molti tipi di argomentazioni non valide ("trouble starts with t, which rhymes with p, which stands for pool").

## Variazione sul titolo
Il brano viene talvolta elencato come "(Ya Got) Trouble". L'album del cast originale di Broadway elenca il titolo del brano "Trouble", sia sulla copertina che sull'etichetta. "You Got Trouble" è un errore di ortografia comune del titolo della canzone.

## Cover di spicco
- Stan Freberg, come singolo parodia
- Seth MacFarlane
- Patti LuPone
- Matthew Broderick nella versione televisiva del musical (2003)

## La cover di Hugh Jackman
Il cantante e attore Hugh Jackman ha proposto una interessante versione del musical in varie occasioni in cui egli compare, la maggior parte accadute durante le sue comparse televisive. Questa versione si propone di reinterpretare il musical in versione rap, poiché maggior parte dei testi scritti nel musical sono scritti come un brano rap dei anni più recenti, e di reinterpretare la canzone iniziale del musical Rock Island, arrivando anche a reinterpretarla coi rapper T.I. e LL Cool J durante i Tony Awards.